# Huhmarsaari (ö i Joutsa)
Huhmarsaari är en liten ö i Viherisjö i Finland. Den ligger i sjön Rautavesi och i kommunen Joutsa i den ekonomiska regionen  Joutsa ekonomiska region  och landskapet Mellersta Finland, i den södra delen av landet, 190 km norr om huvudstaden Helsingfors. Öns area är 0,2 hektar och dess största längd är 60 meter i öst-västlig riktning.